# NGC 7114
NGC 7114 — звезда в созвездии Лебедь. Этот объект входит в число перечисленных в оригинальной редакции «Нового общего каталога».